# Hutzpit el Intérprete

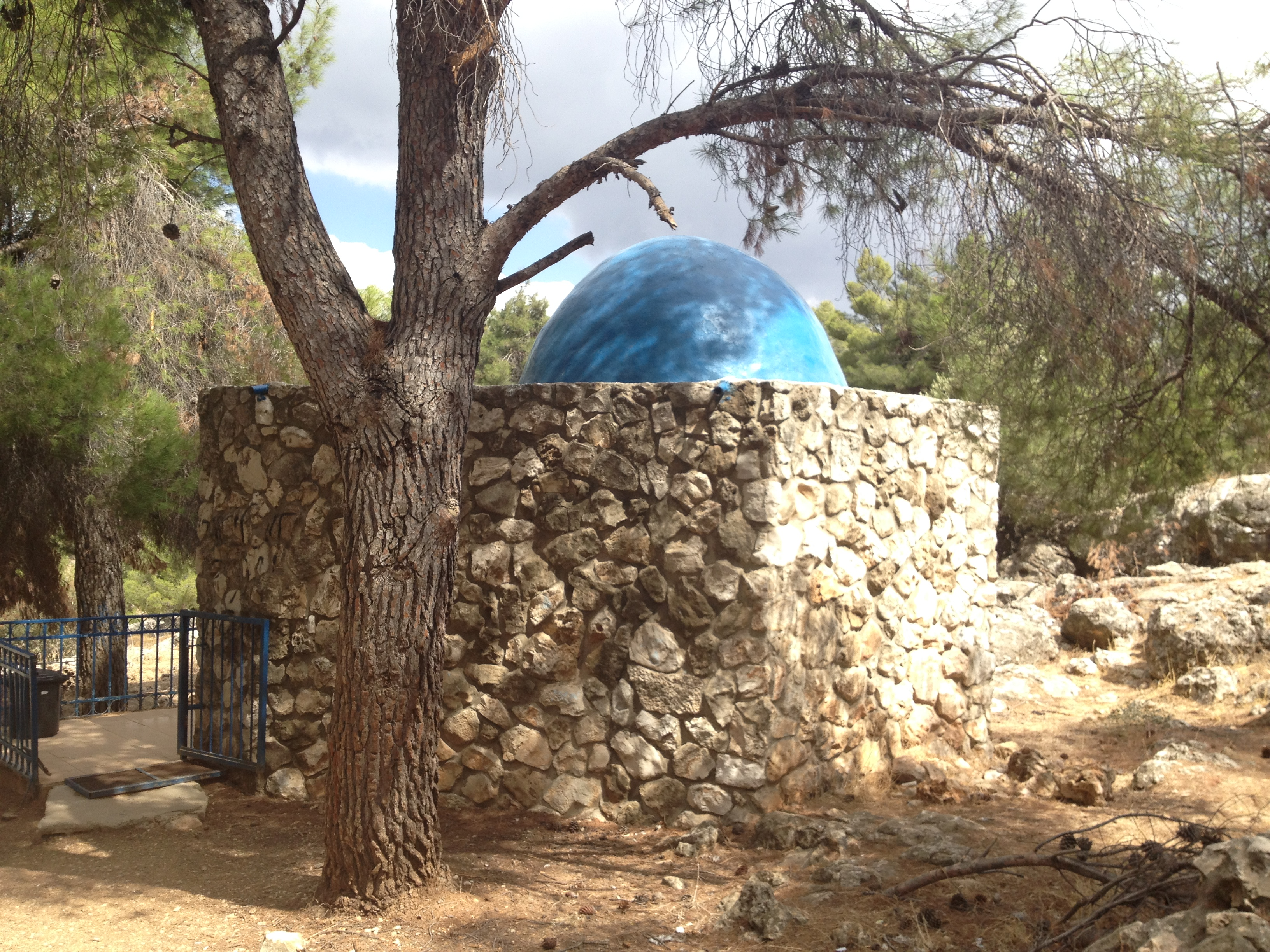
Tumba del rabino Hutzpit.

Hutzpit el Intérprete (חוצפית המתורגמן) fue un rabino de la tercera generación de tannaim.

## Biografía
Su título proviene de su posición como intérprete del rabino Gamaliel II: Gamaliel hablaría en voz baja, y Hutzpit anunciaría las palabras de Gamaliel a los oyentes. En un momento vivió en Tzippori y tuvo contacto con los rabinos Eleazar ben Azariah, Jeshbab el Escriba, Halafta y Johanan ben Nuri.
Se le describe como uno de los Diez Mártires en el Midrash Eleh Ezkerah, donde se dice que fue asesinado y desmembrado "un día menos de su 130 cumpleaños". Según una historia, Eliseo ben Abuyah perdió su fe después de ver la lengua desprendida de Hutzpit tirada en el polvo después del asesinato.